# Erebia albinotica
Erebia albinotica är en fjärilsart som beskrevs av Ludwig Osthelder 1925. Erebia albinotica ingår i släktet Erebia och familjen praktfjärilar. Inga underarter finns listade i Catalogue of Life.